# 키르기스스탄 공산당

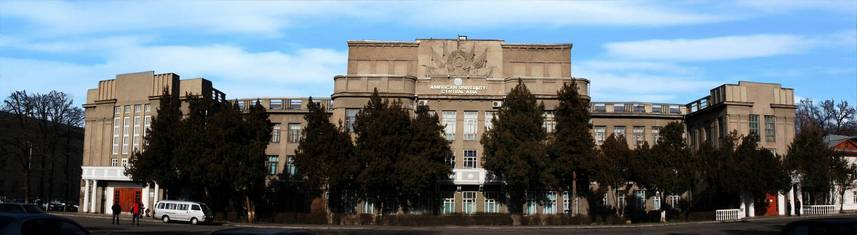
프룬제에 소재한 키르기스 공산당의 중앙위원회 건물

키르기스스탄 공산당(키르기스어: Кыргызстан Коммунисттик партиясы)은 1924년에 창당되어 1991년에 해산된 공산당이다. 키르기스스탄 공산당은 키르기스 소비에트 사회주의 공화국의 지도당이었다.

## 같이 보기
- 키르기스스탄 공산당 지도부